# タタールスタン共和国安全保障会議
タタールスタン共和国安全保障会議（ロシア語：Совет Безопасности Республики Татарстан）は、ロシア連邦、タタールスタン共和国の安全保障問題を協議するためのタタールスタン共和国大統領の直属機関である。1999年9月設置。
安全保障会議は、主要閣僚と関係機関トップで構成され、大統領が議長を務める。

## 機構

### 省庁間委員会
- 経済安全保障省庁間委員会
- 情報安全保障省庁間委員会
- 生態学的安全保障・住民保健省庁間委員会
- 国防問題・軍人問題省庁間委員会
- 犯罪・汚職対策省庁間委員会
- 麻薬濫用・不法流通対策省庁間委員会
- 対テロ委員会

### 附属機関
- 科学会議

## 安全保障会議議員
議長
- タタールスタン共和国首長

副議長
- 首相
- 国家会議議長

書記
- 安全保障会議書記

議員
- 副首相/農業・食料相
- 副首相/経済・産業相
- 民間防衛問題・非常事態相
- 通信相
- 保健相
- 財務相
- 法務相
- 内務相
- 大統領府長官
- 国立銀行総裁
- 科学アカデミー総裁
- カザン市長
- ナベレジュヌイエ・チェルヌイ市長
- ロシア連邦保安庁（FSB）タタールスタン共和国局長
- 軍事委員